# Cateterismo cardíaco
Se denomina cateterismo cardíaco a un conjunto de procedimientos con finalidades de diagnóstico o terapéutica, cuyo factor común es que se realizan mediante la inserción de un catéter en el sistema vascular, el cual se hace avanzar hasta las estructuras cardíacas, penetrando incluso en las cavidades cardíacas si es necesario. Es por ello que forma parte de la llamada cardiología invasiva o maniobras invasivas y solamente lo realiza un cardiólogo con la subespecialidad de Hemodinamia. Por su demostración y utilización en las enfermedades cardíacas como una vía accesible al corazón, André Frédéric Cournand, Werner Forssmann y Dickinson W. Richards, obtuvieron el premio Nobel de Fisiología y Medicina en 1956.

## Técnica
Es variada según el propósito con el cual se realice. En términos generales se realiza en una sala de hemodinámica, con cuidados de asepsia similares a los de una cirugía. Suele haber un equipo quirúrgico stand-by, en block quirúrgico y listo para actuar en previsión de complicaciones, durante todo el tiempo que dura el proceso.
El cateterismo se lleva a cabo con anestesia local, y el catéter se introduce a través de una pequeña incisión en la piel de la ingle (acceso femoral) o del brazo (acceso humeral); mayoritariamente, ésta se realiza a nivel del antebrazo.
Primera parte de un cateterismo es el acceso vascular. Por acceso percutaneo, utilizando la técnica Seldinger pueden ser vasos femorales o vasos radiales. Se anestesia localmente. Se punciona el vaso. Se pasa un alambre guía flexible que entra a la luz del vaso y se quita la aguja. Se hace una pequeña incisión por el alambre guía. Se pasa el introductor y el dilatador.

## Usos para diagnóstico
Como técnica de diagnóstico, el cateterismo cardíaco permite, entre otras cosas:
- Inyectar un medio de contraste radiopaco en las cavidades cardíacas, lo cual permite registrar en una película la contracción ventricular, detectando zonas de hipoquinesia que pudieran sugerir una cardiopatía isquémica, de aquinesia por un infarto agudo de miocardio, o de disquinesia, también a consecuencia de un infarto, pero que pudieran dar origen a arritmias o a insuficiencia cardíaca.
- Asimismo, permite detectar la presencia de aneurismas cardíacos, con o sin trombos en su interior, lo cual puede representar un alto riesgo para la salud del paciente si no es detectado y tratado adecuadamente.
- Cuando este medio de contraste se inyecta en la circulación coronaria, permite visualizar estrechamientos de las arterias coronarias u obstrucciones de las mismas. Este procedimiento se llama coronariografía
- Permite medir las presiones por delante y por detrás de las válvulas cardíacas, así como detectar reflujo de sangre a través de las mismas. Es decir, que permite el diagnóstico preciso de valvulopatías.

## Usos terapéuticos
Dado que a través de los catéteres se pueden pasar diferentes instrumentos, es factible el tratamiento de algunas patologías a partir de este procedimiento. Por ejemplo:
- Dilatación de una estenosis valvular, con un globo inflable (valvuloplastia).
- Dilatación de una arteria coronaria parcialmente obstruida, con un globo hinchable, en un procedimiento conocido como angioplastia transluminal coronaria, con o sin colocación de stents, el cual puede ser farmacológico.
- En ocasiones, electrodos que permiten el registro de la actividad eléctrica del corazón de una forma mucho más precisa y detallada que con un electrocardiograma (estudio electrofisiológico), que permite diagnosticar y tratar más adecuadamente trastornos del ritmo cardíaco y trastornos de la conducción cardíaca.
- Asimismo, se pueden fulgurar con electricidad, diferentes focos ectópicos productores de arritmias severas, a efectos de lograr la curación de las mismas (ablación transcatéter de un foco de arritmia).

## Riesgos
El cateterismo cardíaco conlleva un riesgo ligeramente más alto que otros exámenes del corazón; sin embargo, es muy seguro cuando lo realiza un equipo médico con experiencia.
Los riesgos abarcan los siguientes:
- Taponamiento cardíaco
- Ataque cardíaco
- Lesión a una arteria coronaria
- Latidos cardíacos irregulares
- Hipotensión arterial
- Reacción al medio de contraste
- Accidente cerebrovascular

Las posibles complicaciones de cualquier tipo de cateterismo abarcan las siguientes:
- Sangrado, infección y dolor en el sitio de inserción de la vía intravenosa o la vaina
- Daño a los vasos sanguíneos
- Coágulos de sangre
- Daño a los riñones debido al medio de contraste (más común en pacientes con diabetes o problemas renales)